# 猪苗代湖ハーフマラソン
猪苗代湖ハーフマラソン（いなわしろこハーフマラソン）は2011年に始まった福島県耶麻郡猪苗代町（猪苗代湖畔）において開催されるマラソン大会（ハーフマラソン）。正式名称には末尾に開催年が付され、第1回大会は「猪苗代湖ハーフマラソン2011」である。毎年10月または11月に開催される。公益財団法人日本陸上競技連盟公認大会のひとつである。（2014年現在）
東日本大震災における風評被害を払拭することを目的として、福島県のほぼ中央に位置する猪苗代湖をコースとするマラソン大会として企画された。運営は福島県陸上競技協会、福島民報社、福島民友新聞社、猪苗代町で構成する猪苗代湖ハーフマラソン実行委員会が行なっている。

## 実施種目
下記は猪苗代湖ハーフマラソン2014の実施種目。
- ハーフマラソン（男女年代別）
- 10km（一般男子・一般女子）
- 5km（中学男子）
- 3km（中学女子）
- 2km（親子）